# Pedra Sobre Altra
La Pedra Sobre Altra és un monument megalític del Massís de Cadiretes, al municipi de Tossa de Mar, (La Selva), declarat Bé cultural d'interès local.
Està catalogat com a paradolmen. A pocs metres, i dins el mateix conjunt megalític, s'eleva una gran formació rocosa natural que caracteritza el monument. Aquest consta de cripta-cova, passadís i túmul. Posseeix un corredor de dimensions superiors al de la Cova d'en Daina (4 m). Fou excavat a principis dels anys 80 per Lluís Esteva Cruañas, J. Tarrús Galter i E. Fa Tolosanes.
Segons una inscripció gravada al monument i datada el 1799, aquest esdevenia termenal entre Tossa de Mar i Llagostera.

## Descripció
Tipus de sepulcre: paradolmènic, és a dir, en part natural i en part artificial.

Longitud màxima (mesura interior): 6,60 m.

Amplada màxima (mesura interior): 2,20 m a la cripta i 1,20 al passadís.

Alçada màxima de les lloses: 1,66 m.

Amplada màxima de les lloses: 1,30 m.

Gruix màxim de les lloses: 0,60 m.

Orientació: sud-oest (233°); forçada per la utilització d'elements naturals.

Coberta: bloc granític natural, irregular, de 4,8 per 3 per 4 m, aproximadament.

Eixos del túmul: el transversal mesura uns 8 m i el longitudinal uns 6, mesurats des de l'entrada de la cripta.

Alçada del túmul: 1,60 m, aproximadament.

## Construcció
Fou construït aprofitant la gran pedra natural que avui cobreix la cripta. Els constructors van ampliar la balma que ja havia d'existir o la van crear, en observar les possibilitats que el lloc oferia.

## Excavació
El material trobat va ser escàs: el més important es redueix només a dos fragments d'un vas carenat i una fulla de sílex. Estaven enfront de l'entrada de la cripta, a 15 cm de la roca del fons.